# Maatwerkbedrijf
Een maatwerkbedrijf of maatwerkplaats is in Vlaanderen een sociale onderneming, een bedrijf dat mensen tewerkstelt die wegens persoonlijke omstandigheden geen baan in een regulier bedrijf kunnen vinden, bijvoorbeeld mensen met een arbeidshandicap en langdurig werklozen. Tot eind 2018 stonden maatwerkbedrijven bekend als sociale werkplaatsen of beschutte werkplaatsen. In Wallonië en Franstalig Brussel spreekt men van een entreprise de travail adapté (onderneming voor aangepast werk) of atelier protégé (beschermde werkplaats).
De maatwerkbedrijven in Vlaanderen zijn actief in zeer diverse sectoren, waaronder:
- kringwinkels;
- onderhouden van openbaar groen, bossen;
- schoonmaken van gebouwen en bushokjes;
- bouw en renovatie[5];
- sociale restaurants;
- strijkwinkels;
- montage, inpakken en verpakken, en transport;
- fietsherstelplaatsen en fietspunten;
- stikateliers;[6]
- industriële verwerking;
- recyclage en upcycling;
- enclavewerk.

Mensen kunnen bij een maatwerkbedrijf werken als de Vlaamse Dienst voor Arbeidsbemiddeling en Beroepsopleiding (VDAB) beslist dat ze hiervoor in aanmerking komen, gebaseerd op objectieve criteria en onderzoek in hoeverre ze kunnen functioneren in een arbeidsomgeving.
Maatwerkbedrijven streven naar een maximale tewerkstelling van personen met een beperking. Ze moeten echter wel financieel rendabel zijn.

## Geschiedenis

### Beschutte werkplaatsen
Na de Tweede Wereldoorlog ontstonden beschutte werkplaatsen uit caritatieve initiatieven die vooral personen met een verstandelijke handicap "bezig hielden". De oprichting van deze werkplaatsen kwam er onder meer onder druk van internationale conventies die de Belgische overheid ertoe aanzette haar revalidatie- en tewerkstellingsbeleid voor personen met een handicap te (re)organiseren en te reglementeren. Met de wet betreffende "de scholing, omscholing en sociale herscholing van de mindervalide" op 28 april 1958 kwam er voor het eerst een georganiseerd geheel van maatregelen om personen met een handicap voor te bereiden op en te beschermen in de tewerkstelling. De term "beschutte werkplaats" was geboren.
Vijf jaar later wordt de wet op de sociale reclassering van de mindervalide goedgekeurd. De opdracht van een beschutte werkplaats wordt verruimd. Ze moet niet enkel nuttig en lonend werk aanbieden, dus betaald en niet louter bezighouding. Van bij de aanwerving moet ook duidelijk zijn dat iemand in de mate van het mogelijke naar een normale baan in een gewoon bedrijf zal moeten groeien. Door de persoon met een handicap op te leiden en arbeid te geven waardoor hij kan evolueren, zal de beschutte werkplaats in de mate van het mogelijke zorgen voor professionele aanpassing van de 'mindervalide' aan de arbeidsmarkt. Wie geen enkel perspectief heeft op de gewone arbeidsmarkt, hoort meer en meer thuis in een dagcentrum.
Iedere Belg van wie de mogelijkheden van tewerkstelling werkelijk beperkt zijn door een vermindering van de lichamelijke geschiktheid met ten minste 30% of van de geestelijke geschiktheid met ten minste 20%, kon zich laten inschrijven bij het Rijksfonds voor de sociale reclassering van de minder valid' die, na goedkeuring van de medische commissie, een ticket tot de beschutte werkplaats toekende. Met de Staatshervorming van België in 1980 en 1988 werd het Nationale Rijksfonds opgesplitst. Op niveau van de Vlaamse Gemeenschap wordt in 1990 het Vlaams Fonds voor Sociale Integratie van Personen met een Handicap opgericht. De Gemeenschapsminister van Welzijn was bevoegd. Alle Vlaamse beschutte werkplaatsen, net als alle Vlaamse personen met een handicap, konden vanaf 1 april 1992 een nieuwe erkenning aanvragen. De inschrijvingsvoorwaarde voor een Beschutte Werkplaats van het Rijksfonds (meer dan 20% geestelijke handicap en 30% lichamelijke handicap) verviel. Vanaf 1992 konden personen met een handicap die door de aard of ernst van hun handicap voorlopig of definitief geen beroepsactiviteiten kunnen uitoefenen, hetzij voltijds, hetzij deeltijds in een beschutte werkplaats tewerkgesteld worden. Dit konden zowel arbeiders als bedienden zijn. Ze konden een oriëntatie Beschutte Werkplaats aanvragen bij het Vlaams Fonds.
Op 1 januari 2000 beperkte de Vlaamse regering het maximum aantal personen met een handicap dat tewerkgesteld kan worden in de beschutte werkplaatsen (de zogenaamde 'contingentering'). Stelselmatig trokken opeenvolgende Vlaamse regeringen dit contingent op. In 2006 werd de naam van het Vlaams fonds voor sociale integratie van Personen met een handicap veranderd in het Vlaams agentschap voor personen met een handicap (VAPH).
Sinds haar erkenning in 1963 tot 1986 werden in België 151 beschutte werkplaatsen erkend door het Rijksfonds, waarvan 68 in Vlaanderen. In 1987 legde de Vlaamse overheid een moratorium op aan de sector, zodat er geen nieuwe werkplaatsen meer erkend konden worden. Hoewel deze beperking zes jaar later werd opgeheven, kwamen er in Vlaanderen geen nieuwe beschutte werkplaatsen meer bij.
De beschutte werkplaatsen groeiden uit tot een netwerk van toeleveringsbedrijven die sterk geïntegreerd zijn in de waardeketens van vaak internationale bedrijven. Beschutte werkplaatsen werkten ook met enclaves in reguliere bedrijven. Dit hield in dat werknemers van een beschutte werkplaats onder wettelijk bepaald voorwaarden rechtstreeks bij de opdrachtgever tewerkgesteld worden gedurende een bepaalde periode. Daarnaast ontwikkelden enkele beschutte werkplaatsen ook producten en diensten in eigen beheer.
De doelgroepwerknemers in een beschutte werkplaats werden voor hun werk minstens het officiële minimumloon uitbetaald. Deze verplichting werd in 1975 vastgelegd in CAO 26, die in 2009 werd vervangen door CAO 99. De bepaling van het gemiddeld minimum maandinkomen gebeurt volgens CAO 43 decies. Elke beschutte werkplaats had bovendien een dienst preventie en bescherming op het werk (zoals elke andere onderneming die meer dan 50 voltijdse eenheden tewerkstelt), was een vzw of onderdeel van een ondergeschikt bestuur (provincie, gemeente, intercommunale, ocmw of publiekrechtelijke rechtspersoon of instelling van openbaar nut).
Een beschutte werkplaats ontving tot 2006 loonsubsidies voor werknemers van wie de handicap erkend was door het Vlaams Agentschap voor Personen met een Handicap en die het bijstandsveld W2 (beschutte tewerkstelling) of W3 (begeleiding naar de reguliere of gewone arbeidsmarkt) zijn toegewezen. Personen die georiënteerd zijn naar de gewone arbeidsmarkt (en genieten van een bijstand via CAO26), konden slechts 1 jaar werken in een BW, hoewel deze periode mits motivatie verlengd kon worden.
Sinds de overheveling van de beschutte werkplaatsen naar het beleidsdomein sociale economie in 2006 werd ook de erkenning voor tewerkstelling gewijzigd. Personen met een handicap kregen sinds 1 oktober 2008 een toelating voor tewerkstelling in een BW via de VDAB. De erkenning en subsidiëring van de beschutte werkplaatsen vanaf dan via het Vlaams subsidieagentschap voor Werk en Sociale Economie.
Daarnaast werkten er ook personen die lange tijd inactief zijn geweest door een ongeval of langdurige ziekte, en van wie de adviserend geneesheer van de mutualiteit tewerkstelling in een beschutte werkplaats voor een bepaald aantal uren goedkeurde, en met een bepaalde opdracht. Doel was deeltijds of voltijds terug arbeidsattitude op te doen, zodat de re-integratie vlot kan verlopen. Ze werden via het via het RIZIV erkend als persoon met een handicap en werken via het systeem van de progressieve tewerkstelling of werkhervatting.
Een deel van de werknemers in een beschutte werkplaats had in de praktijk een lichte verstandelijke, fysieke of psychische beperking. Ze hadden een opleiding genoten in het buitengewoon secundair onderwijs of het gewoon onderwijs. Ze hadden een erkenning 'bijstand bij werk in een beschutte werkplaats' van het Vlaams Agentschap voor Personen met een Handicap, het vroegere "Vlaams Fonds" of de VDAB. Een aantal onder hen maakten gebruik van begeleid zelfstandig wonen of beschut wonen, is in budgetbegeleiding, in therapie, of geniet een tegemoetkoming. Het aantal personen met een matig verstandelijke handicap is in de loop der jaren licht gedaald.
Zwakke werknemers vormden oorspronkelijk het belangrijkste aandeel in het personeelsbestand van een beschutte werkplaats. De verhoogde complexiteit van de productie leidde ertoe dat dit percentage daalde, soms tot minder dan een derde in sommige werkplaatsen. Voor de ganse sector bedroeg het aantal zwakke werknemers eind 2008 8.950 voltijdse eenheden, op een totale tewerkstelling van 14.225 voltijdse eenheden, of 57%.

### Sociale werkplaatsen
De sector van sociale werkplaatsen was, na de beschutte werkplaatsen, de tweede grootste sector van de sociale economie in Vlaanderen. Bijna 4.000 mensen hadden eind 2009 een volwaardige baan met een duurzaam contract in een van de 97 erkende sociale werkplaatsen.
Sociale werkplaatsen maakten een tewerkstelling mogelijk door een zeer intensieve begeleiding en het ontwikkelen van werk op maat van de individuele werknemer. Ze ontvingen hiervoor ongeveer 50% overheidsmiddelen en halen ongeveer 50% van de middelen uit hun eigen economische activiteit. De werknemers worden gecoacht in het ontplooien van hun competenties zowel op technisch als sociaal vlak. Bij de planning en de uitvoering van bedrijfsactiviteiten, worden de werkopdrachten afgestemd op de individuele mogelijkheden van de werknemers. In de dagelijkse werksituatie boden sociale werkplaatsen een gerichte begeleiding en ondersteuning, naast een sociaal-emotionele en loopbaanondersteuning op verzoek.
Sociale werkplaatsen zijn ontstaan vanuit een sociale noodzaak in de welzijnssector. Diverse hulpverleningsinstanties en instanties uit de socio-culturele sector kregen immers te maken met de problematiek van mensen die omwille van specifieke redenen (bijvoorbeeld drankproblemen, echtscheiding, dakloosheid of analfabetisme) moeilijk een baan vonden. In de zoektocht naar een zinvolle dagbesteding werden allerlei projecten opgestart die werk verschaften aan deze specifieke groep van mensen.
Bij aanvang was er voor sociale werkplaatsen geen structurele financiering voorzien. Deze projecten hadden dan ook alle moeite zich te handhaven binnen de bestaande regelgevingen en subsidiesystemen. Een aantal werkplaatsen namen contact op met elkaar en richtten het Samenwerkingsverband Sociale Tewerkstelling op. SST kreeg bij haar oprichting op 3 maart 1988 dan ook de belangrijke taak te zoeken naar een structurele subsidiëring op maat van de sociale werkplaatsen.
In 1994 werkte de Vlaamse regering een experimentele regelgeving uit, wat in 1998 leidde tot het decreet op de sociale werkplaatsen. De werknemers van sociale werkplaatsen werden tewerkgesteld met een contract van onbepaalde duur en kregen het minimumloon uitbetaald. Op die manier werd de sector geconfronteerd met sociale inspectie en regelgeving. SST kreeg er een opdracht bij en nam het werkgeverschap op voor deze sector binnen het Paritair Comité 327.
Onder druk van de regelgeving werd in het werkveld een herstructurering doorgezet en is er een nieuwe werkvorm ontstaan. Mensen die eerder tewerkgesteld waren in een sociale werkplaats pasten niet meer in de nieuwe doelgroepomschrijving. Anderen hadden een te laag rendement, waardoor zelfs een baan in de sociale werkplaats niet haalbaar was. Zij werden daarom opgevangen in "arbeidszorgprojecten".
Om het maatschappelijk belang van sociale werkplaatsen te onderstrepen en de werknemers van de sociale werkplaatsen in de kijker te zetten, lanceerde SST vzw (Samen Sociaal Tewerkstellen) in 2010 een imagocampagne met als slagzin: "Een sociale werkplaats geeft mensen zin". Fotograaf Frieke Janssens maakte portretten van 13 werknemers van sociale werkplaatsen.

### Maatwerkbedrijven
Aan de vooravond van de 21e eeuw startte operatie Beter Bestuurlijk Beleid met als doel de werking van de Vlaamse overheid, inclusief de beschutte werkplaatsen, door te lichten en te hervormen in het kader van de kwaliteitszorg. Een van de gevolgen voor de beschutte werkplaatsen was de overheveling op 1 april 2006 naar het nieuwe beleidsdomein sociale economie, waar ook de sociale werkplaatsen ondergebracht waren.
In het kader van een beleid rond de tewerkstelling van kansengroepen, ontstonden er plannen voor een eenheidsdecreet van sociale en beschutte werkplaatsen, met mogelijk intensievere samenwerking en fusies als gevolg. Dit zou later resulteren in het maatwerkdecreet, dat op 1 januari 2019 in voege trad. Sindsdien spreken we niet langer over beschutte en sociale werkplaatsen, maar over maatwerkbedrijven.